# Premios Public Eye

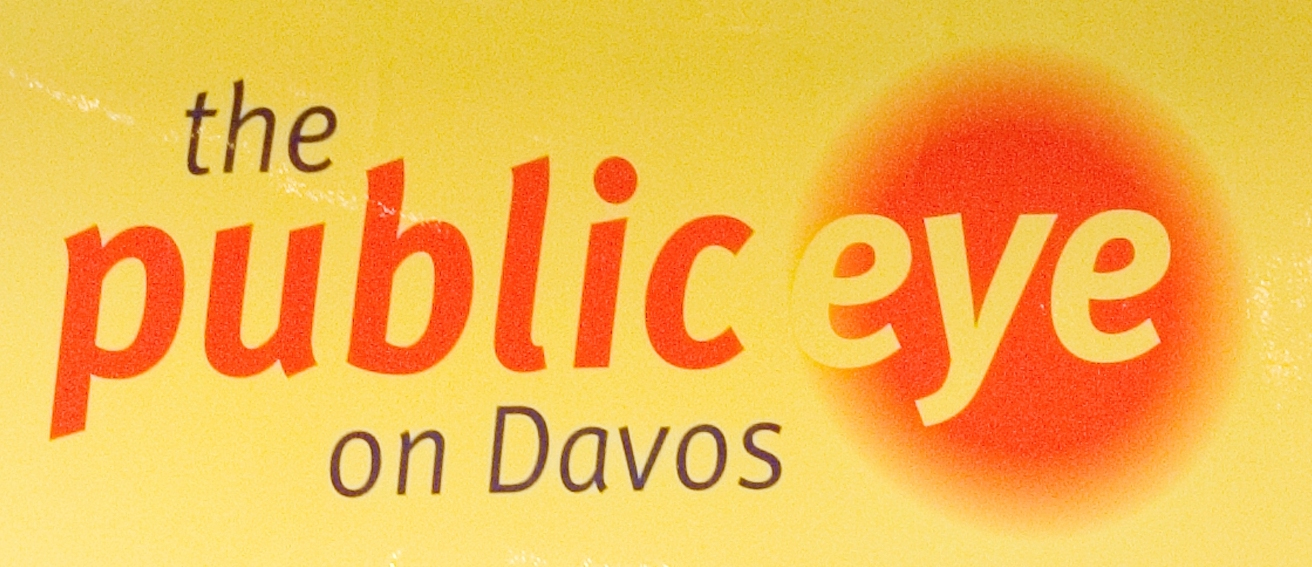

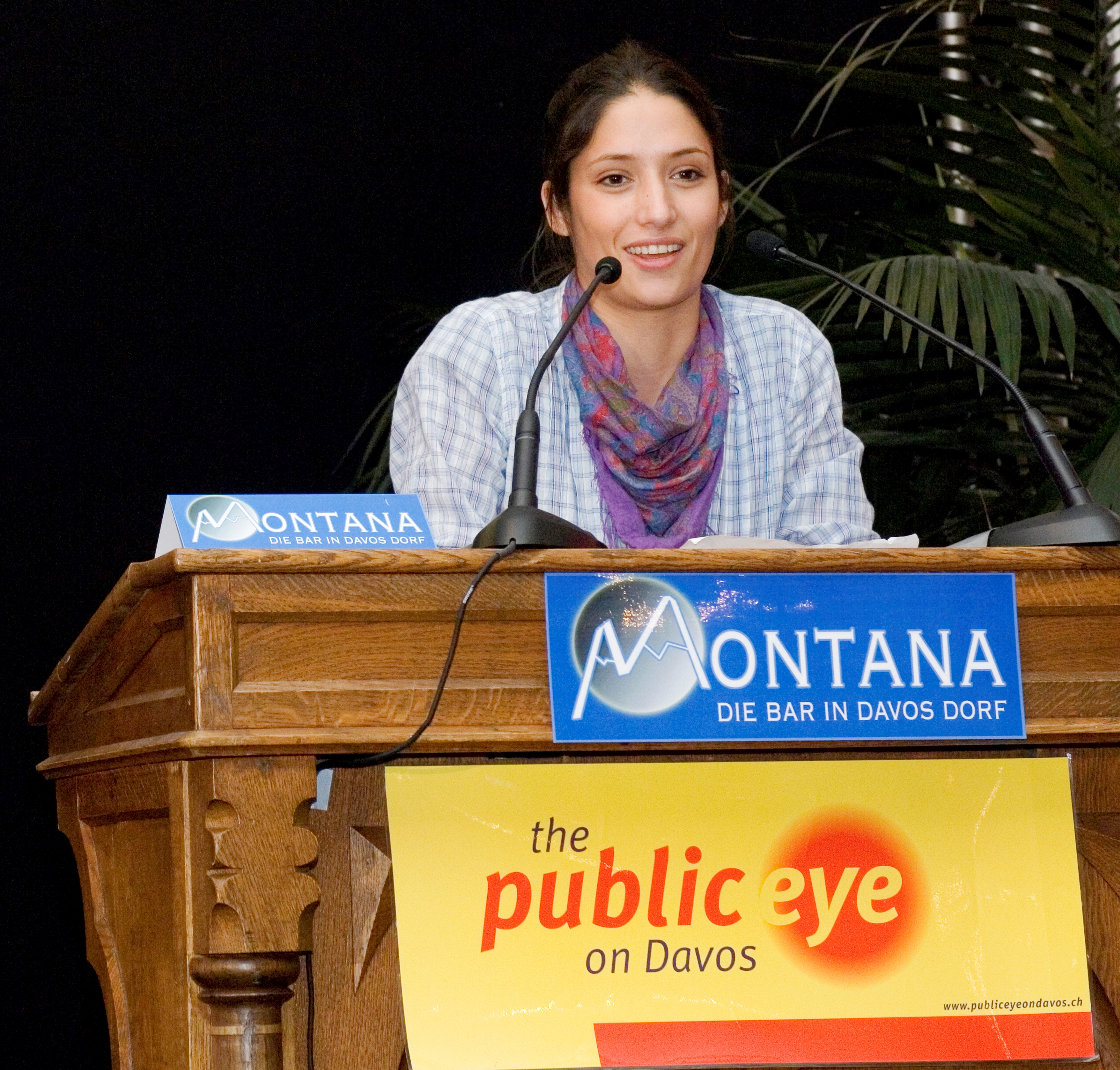
Melanie Winiger en los premios Public Eye de 2008.

El evento Public Eye se celebra cada año desde 2000 en crítica contraposición al encuentro anual del Foro Económico Mundial (WEF) en Davos.
Se trata de un proyecto de organizaciones no-gubernamentales de todo el mundo coordinada por las organizaciones suizas Declaración de Berna y Greenpeace Schweiz. Hasta el año 2008 fue Pro Natura quien, en lugar de Greenpeace, coorganizó la acción. 

## Premio Public Eye
Con el premio Eye Awards se galardona a aquellas empresas, que no muestran una responsabilidad para con el hombre y el medio ambiente. El énfasis de los premios Public Eye se encuentra desde 2005 en la responsabilidad social corporativa.
Junto a los premios negativos, también en ocasiones desde el 2006 se ha dado premios positivos para comportamientos especialmente ejemplares.

## Ganadores

### 2015
Galardón negativo:
- Lifetime Award: Chevron[1]

### 2014
Galardón negativo:
- Winner: Gazprom, Gap

### 2013
Galardón negativo:
- People: Shell
- Jury: Goldman Sachs

Otros nominados al galardón fueron Coal India, G4S, Lonmin, y Repower

### 2012
Galardón negativo:
- People: Vale
- Jury: Barclays

Otros candidatos al galardón fueron Freeport, TEPCO, Samsung y Syngenta

### 2011
Galardón negativo:
- People: Neste Oil
- Jury: AngloGold Ashanti

Otros candidatos al galardón fueron Axpo, BP, Foxconn y Philip Morris

### 2010
Galardón negativo:
- People: Roche
- Global: Royal Bank of Canada
- Swiss: Roche
- Greenwash: División de agua de Global Compact

Otros candidatos al galardón fueron GDF Suez, Farner PR, el COI y ArcelorMittal

### 2009
Galardón negativo:
- People: Newmont Mining Corporation[2]
- Global: Newmont Mining Corporation
- Swiss: BKW FMB Energie AG

Otros candidatos al premio fueron las empresas BNP Paribas, Nestlé, UBS y Tesco.
Galadardón positivo:
- Freddy Lozano y Jairo Quiroz Delgado, dirigentes del sindicato colombiano Sintracarbon.

Se les concedió el premio por su compromiso con las condiciones laborales en El Cerrejón, la mayor mina de carbón de Sudamérica.

### 2008
Galardón negativo:
- People: Areva
- Global: Areva
- Swiss: Glencore

Galardón positivo:
- Hess Natur

### 2007
Galardón negativo:
- Global: Bridgestone
- Swiss: Novartis

Galardón positivo:
- Coop (Suiza)

Coop recibió el galardón gracias a su compromiso con los productos biológicos y su cultivo en Suiza.

### 2006
Galardón negativo:
- Medio ambiente: Chevron
- Impuestos: citigroup
- Sociedad: The Walt Disney Company

Galardón positivo:
- Sindicato Euzkadi SNRTE, Germanwatch y FIAN

El galardón positivo se concedió a las tres organizaciones por su labor en contra del cierre de una fábrica de neumáticos de la empresa alemana Continental en México, caso en el que finalmente consiguieron todas sus reivindicaciones.

### 2005
Galardón negativo:
- Derechos humanos: Dow Chemical
- Medio ambiente: Shell
- Derechos laborales: Wal-Mart
- Impuestos: KPMG